# 슈티프시

슈티프 시의 위치

슈티프시(마케도니아어: Општина Штип)는 마케도니아 공화국 동부에 위치한 지방 자치체로 행정 중심지는 슈티프이며 면적은 583.24km2, 인구는 47,796명(2002년 기준)이다. 북쪽으로는 프로비슈티프 시와 스베티니콜레 시, 동쪽으로는 라도비시 시와 카르빈치 시, 서쪽으로는 로조보 시와 그라드스코 시, 남쪽으로는 콘체 시와 접한다.